# José Manuel Cañete
José Manuel Cañete López es un deportista español que compitió en remo. Ganó tres medallas en el Campeonato Mundial de Remo entre los años 1983 y 1985.

## Palmarés internacional
| Campeonato Mundial | Campeonato Mundial | Campeonato Mundial | Campeonato Mundial      |
| Año                | Lugar              | Medalla            | Prueba                  |
| ------------------ | ------------------ | ------------------ | ----------------------- |
| 1983               | Duisburgo (RFA)    | Medalla de oro     | Ocho con timonel ligero |
| 1984               | Montreal (Canadá)  | Medalla de bronce  | Ocho con timonel ligero |
| 1985               | Malinas (Bélgica)  | Medalla de bronce  | Ocho con timonel ligero |